# Horst Bischof
Horst Bischof (* 26. März 1967 in Saanen, Schweiz) ist ein österreichischer Informatiker. Ab 2011 war er Vizerektor der Technischen Universität Graz. Seit dem 1. Oktober 2023 ist er Rektor der Technischen Universität Graz.

## Leben
Horst Bischof wurde in der Schweiz geboren und wuchs in der Obersteiermark auf. Ab 1981 besuchte er das Bundesoberstufenrealgymnasium in Murau, wo er 1985 maturierte. Anschließend begann er ein Diplomstudium der Informatik an der Technischen Universität Wien, das er 1990 als Diplomingenieur abschloss. 1990/91 war er wissenschaftlicher Mitarbeiter an der Universität für Bodenkultur Wien (BOKU), danach kehrte er an die TU Wien als Universitätsassistent zurück, wo er 1993 promovierte und  1998 mit der Habilitationsschrift Neural Vision Modules die Venia legendi erlangte.
Ab 2001 war er an der Technischen Universität Graz Gastprofessor am Institut für Maschinelles Sehen und Darstellen, 2004 wurde er dort zum Universitätsprofessor für Computer Vision berufen. Ab 2007 war er Studiendekan für Informatik, 2011 wurde er Vizerektor für Forschung. Am 7. Juli 2022 wurde er vom Universitätsrat als Nachfolger von Harald Kainz zum Rektor der Technischen Universität Graz für die vierjährige Funktionsperiode ab dem 1. Oktober 2023 gewählt.
Zu seinen Forschungsschwerpunkten zählen Computer Vision und Mustererkennung, Objekterkennung, Visuelles Lernen und Medizinische Bildverarbeitung. Er veröffentlichte über 720 wissenschaftliche Arbeiten und erhielt dafür rund 20 Auszeichnungen. Bischof ist unter anderem Mitglied der Academia Europaea.
Im Oktober 2023 wurde Bischof zum Präsidenten des Vereines TUAustria bis Ende Juni 2024 gewählt, Vizepräsidenten wurden Jens Schneider (Rektor der TU Wien) und Peter Moser (Rektor der Montanuniversität Leoben). Ende 2023 wurde er Mitglied des neu gegründeten AI Advisory Boards der Bundesregierung, zu dessen Vorsitzendem er 2024 gewählt wurde.
Bischof ist Mitglied des Kuratoriums des SK Sturm Graz und war Vorstandsmitglied der Plattform Industrie 4.0 Österreich.